# Фреволь де Лакост, Андре Брюно де
Граф (с 1808) Андре Брюно де Фреволь де Лакост (фр. André Bruno de Frévol de Lacoste; 14 июня 1775, Прадель — 1 февраля 1809, Сарагоса, Сарагоса, Испания) — французский военный инженер, бригадный генерал (1808).

## Биография
Родился в 1775 году в Праделе (современный департамент Верхняя Луара). В 1793 году (в возрасте около 18 лет) поступил на службу во французскую революционную армию. Сперва служил на северной границе, а затем — в армии Западных Пиренеев, по состоянию в 1798 год — в чине лейтенанта.
В 1799 году Лакост принял участие в Египетской экспедиции генерала Бонапарта, был ранен во время осады Сен-Жан-д'Акра, последовательно произведён в капитаны и шефы батальона. В 1801 году вернулся во Францию. В 1806 году участвовал в качестве командира инженерного подразделения в осаде Гаэты, за что был награждён орденом Почётного легиона кавалерской степени и произведён в полковники. В конце 1806 года был назначен начальником инженерных подразделений 7-го армейского корпуса, а уже в феврале следующего года — адъютантом императора Наполеона.
В ходе кампании 1807 года полковник Лакост участвовал в осаде Данцига и был ранен в битве при Фридланде. Офицер ордена Почётного легиона (1807), кавалер саксонского ордена Святого Генриха (1807), кавалер итальянского ордена Железной короны (1808), граф Империи (1808), бригадный генерал (1808).
Во главе инженеров 7-го армейского корпуса Лакост отправился в Испанию, где активно участвовал в осаде Сарагосы, в ходе которой погиб.
Имя генерала Фреволя де Лакоста написано на одной из опор парижской Триумфальной арки в числе имён 660 отличившихся революционных и наполеоновских генералов. В Версальском дворце можно увидеть его бюст.